# Sierra Nevada (Mexiko)

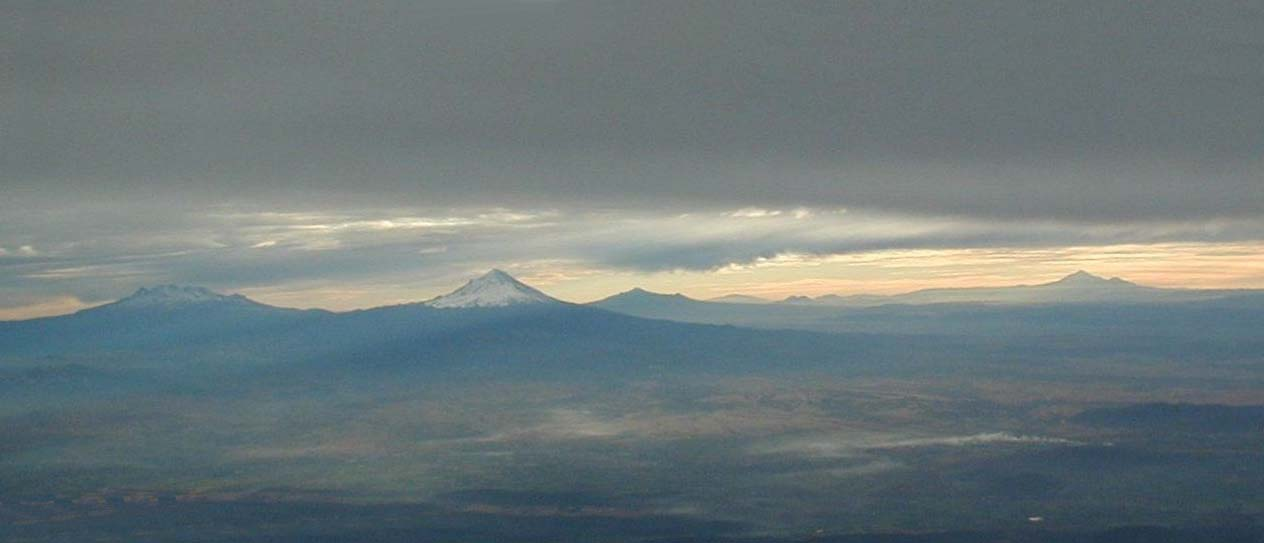
Die sechs Erhebungen der Sierra Nevada: Iztaccíhuatl, Popocatépetl, Malintzin, Cofre de Perote, Citlaltépetl und Sierra Negra (von links nach rechts)

Die Sierra Nevada („verschneite Bergkette“) ist eine Gebirgskette in Mexiko. Sie bildet den höheren östlichen Teil der Sierra Volcánica Transversal und wird gemeinhin auch als „Region der Vulkane“ (span.: Región de los Volcánes) bezeichnet.

## Geographie
Die Sierra Nevada hat eine Länge von etwa 120 Kilometern bei einer Breite von etwa 30 Kilometern. Sie ist südöstlich von Mexiko-Stadt gelegen und umfasst mehrere Nationalparks (Parque Nacional Izta-Popo-Zoquiapan, Parque Nacional Malintzin (PNM), Parque Nacional Pico de Orizaba u. a.).

## Geologie
Die Entstehung der Sierra Nevada ist möglicherweise im Zusammenhang mit einer sich bildenden Landbrücke beim Zusammenwachsen des amerikanischen Doppelkontinents zu sehen. Hierdurch entstanden nach Norden gerichtete Schubkräfte im Süden der nordamerikanischen Kontinentalplatte, die zum Entstehen der Vulkankette führten.

## Wichtigste Erhebungen
Höchste und wichtigste Erhebungen der Sierra Nevada sind der Popocatépetl (5452 m), der Iztaccíhuatl (5280 m) und der Citlaltépetl (5636 m); auf ihnen verbleibt auch im Sommer eine kleine Schneekappe. Auf kleineren Gipfeln, die aber immer noch höher sind als die meisten anderen Berge Mexikos, schmilzt der winterliche Schnee während des Frühlings, spätestens aber im Sommer, zur Gänze ab.
Während die meisten Vulkane der Sierra Nevada als erloschen gelten, ist der Popocatépetl von Zeit zu Zeit aktiv und bedroht vor allem die Region um Puebla mit Ascheregen und kleineren Beben. Aufgrund der vulkanischen Aktivität ist der Aufstieg zum Krater des Popocatépetl nicht erlaubt.
Die übrigen Berge können – am besten im Sommer und in Begleitung eines Führers – in Eintagestouren bestiegen werden.